# 108113 Maza
108113 Maza este un asteroid din centura principală de asteroizi.

## Descriere
108113 Maza este un asteroid din centura principală de asteroizi. A fost descoperit pe 14 aprilie 2001 la Pla D'Arguines de Rafael Ferrando. Asteroidul prezintă o orbită caracterizată de o semiaxă mare de 2,78 ua, o excentricitate de 0,20 și o înclinație de 17,1° în raport cu ecliptica.